# Torneo del Interior A 2019
El Torneo del Interior A 2019 fue la XVIII edición de la competencia de clubes del interior más importante de rugby en Argentina.
Inició el 10 de agosto y finalizó el 28 de septiembre, siendo el último torneo de los años 2010. El campeón fue el Club Gimnasia y Esgrima de Rosario y así clasificó al Torneo Nacional de Clubes 2019.

## Equipos
Los clubes clasificaron desde sus campeonatos locales.
| Equipo                   | Ciudad                | Unión | Clasificación |
| ------------------------ | --------------------- | ----- | ------------- |
| Córdoba Athletic         | Córdoba               | UCR   | 2° Córdoba    |
| Duendes                  | Rosario               | URR   | 3° Litoral    |
| Gimnasia y Esgrima       | Rosario               | URR   | 4° Litoral    |
| Jockey de Córdoba        | Córdoba               | UCR   | 3° Córdoba    |
| Jockey de Rosario        | Rosario               | URR   | 2° Litoral    |
| Los Tarcos               | San Miguel de Tucumán | URT   | 5° NOA        |
| Mar del Plata Club       | Mar del Plata         | URMDP | 2° Pampeano   |
| Marista                  | Mendoza               | URC   | 1° Cuyo       |
| Natación y Gimnasia      | San Miguel de Tucumán | URT   | 3° NOA        |
| Old Resian               | Rosario               | URR   | 1° Litoral    |
| Sociedad Sportiva        | Bahía Blanca          | URS   | 1° Pampeano   |
| Tucumán Lawn Tennis      | San Miguel de Tucumán | URT   | 2° NOA        |
| Trébol                   | Paysandú              | URU   | 1° Uruguay    |
| Tucumán Rugby            | Yerba Buena           | URT   | 4° NOA        |
| Universitario de Tucumán | San Miguel de Tucumán | URT   | 1° NOA        |
| Urú Curé                 | Río Cuarto            | UCR   | 1° Córdoba    |

### Distribución geográfica
| Lugar                     | Cant. | Equipos                                                                             |
| ------------------------- | ----- | ----------------------------------------------------------------------------------- |
| Provincia de Tucumán      | 5     | Los Tarcos, Natación y Gimnasia, Tucumán Lawn Tennis, Tucumán Rugby y Universitario |
| Provincia de Santa Fe     | 4     | Duendes, Gimnasia y Esgrima, Jockey Club, Old Resian                                |
| Provincia de Córdoba      | 3     | Córdoba Athletic, Jockey Club, Urú Curé                                             |
| Provincia de Buenos Aires | 2     | Mar del Plata, Sociedad Sportiva                                                    |
| Provincia de Mendoza      | 1     | Marista                                                                             |
| Uruguay                   | 1     | Trébol                                                                              |

## Formato
16 Participantes se distribuyeron en cuatro zonas de cuatro equipos cada una y jugaron entre sí a ida y vuelta. Los ganadores de cada zona clasificaron a las semifinales, enfrentándose 1-4 y 2-3, los vencedores de éstas accedieron a la final.

## Fase de grupos[3]
Cada equipo jugó seis partidos y los ganadores de cada grupo accedieron a las semifinales.

### Zona 1
| Equipos            | Encuentros | Encuentros | Encuentros | Encuentros | Pts. Bonus | Pts. Bonus | Puntos |
| Equipos            | PJ         | PG         | PE         | PP         | OF         | DF         | Puntos |
| ------------------ | ---------- | ---------- | ---------- | ---------- | ---------- | ---------- | ------ |
| Tucumán Rugby      | 2          | 2          | 0          | 0          | 1          | 0          | 9      |
| Gimnasia y Esgrima | 2          | 2          | 0          | 0          | ?          | 0          | 8      |
| Jockey de Córdoba  | 2          | 0          | 0          | 2          | ?          | 2          | 2      |
| Old Resian         | 2          | 0          | 0          | 2          | ?          | 0          | 0      |

### Zona 2
| Equipos          | Encuentros | Encuentros | Encuentros | Encuentros | Pts. Bonus | Pts. Bonus | Puntos |
| Equipos          | PJ         | PG         | PE         | PP         | OF         | DF         | Puntos |
| ---------------- | ---------- | ---------- | ---------- | ---------- | ---------- | ---------- | ------ |
| Duendes          | 2          | 2          | 0          | 0          | ?          | 0          | 8      |
| Los Tarcos       | 2          | 1          | 0          | 1          | ?          | ?          | 4      |
| Córdoba Athletic | 2          | 1          | 0          | 1          | ?          | ?          | 4      |
| Universitario    | 2          | 0          | 0          | 2          | ?          | ?          | 0      |

### Zona 3
| Equipos             | Encuentros | Encuentros | Encuentros | Encuentros | Pts. Bonus | Pts. Bonus | Puntos |
| Equipos             | PJ         | PG         | PE         | PP         | OF         | DF         | Puntos |
| ------------------- | ---------- | ---------- | ---------- | ---------- | ---------- | ---------- | ------ |
| Natación y Gimnasia | 2          | 2          | 0          | 0          | ?          | 0          | 8      |
| Marista             | 2          | 1          | 0          | 1          | ?          | ?          | 4      |
| Jockey de Rosario   | 2          | 1          | 0          | 1          | ?          | ?          | 4      |
| Sociedad Sportiva   | 2          | 0          | 0          | 2          | ?          | ?          | 0      |

### Zona 4
| Equipos             | Encuentros | Encuentros | Encuentros | Encuentros | Pts. Bonus | Pts. Bonus | Puntos |
| Equipos             | PJ         | PG         | PE         | PP         | OF         | DF         | Puntos |
| ------------------- | ---------- | ---------- | ---------- | ---------- | ---------- | ---------- | ------ |
| Tucumán Lawn Tennis | 2          | 2          | 0          | 0          | 1          | 0          | 9      |
| Urú Curé            | 2          | 2          | 0          | 0          | ?          | 0          | 8      |
| Mar del Plata       | 2          | 0          | 0          | 2          | 0          | 1          | 1      |
| Trébol              | 2          | 0          | 0          | 2          | 0          | 0          | 0      |

## Fase final
Según la clasificación general de los grupos, el primero y el segundo mejor ubicado jugaron de local en las semifinales. Así mismo ocurrió en la final.
|  | Semifinales        | Semifinales      |         |                    | Final            | Final            |  |
|  | 21 de septiembre   | 21 de septiembre |         |                    | 28 de septiembre | 28 de septiembre |  |
|  |                    |                  |         |                    |                  |                  |  |
|  |                    |                  |         |                    |                  |                  |  |
|  | Urú Curé           | 19               |         |                    |                  |                  |  |
|  | Urú Curé           | 19               |         |                    |                  |                  |  |
|  | Gimnasia y Esgrima | 24               |         |                    |                  |                  |  |
|  | Gimnasia y Esgrima | 24               |         | Gimnasia y Esgrima | 30               |                  |  |
|  |                    |                  |         | Gimnasia y Esgrima | 30               |                  |  |
|  |                    |                  | Marista | 20                 |                  |                  |  |
|  | Marista            | 30               | Marista | 20                 |                  |                  |  |
|  | Marista            | 30               |         |                    |                  |                  |  |
|  | Duendes            | 27               |         |                    |                  |                  |  |
|  | Duendes            | 27               |         |                    |                  |                  |  |
|  |                    |                  |         |                    |                  |                  |  |

## Fase reclasificación
Los últimos 4 equipos del TDI A + todos los equipos del TDI B: 
|  | 16avos reclasificación | 16avos reclasificación |  |  | Octavos reclasificación | Octavos reclasificación |  |
|  | 21 de septiembre       | 21 de septiembre       |  |  | 5 de octubre            | 5 de octubre            |  |
|  |                        |                        |  |  |                         |                         |  |
|  |                        |                        |  |  |                         |                         |  |
|  | Liceo RC               | 42                     |  |  |                         |                         |  |
|  | Liceo RC               | 42                     |  |  |                         |                         |  |
|  | Roca RC                | 35                     |  |  |                         |                         |  |
|  | Roca RC                | 35                     |  |  |                         |                         |  |
|  |                        |                        |  |  |                         |                         |  |
|  |                        |                        |  |  |                         |                         |  |
|  | Comercial              | 64                     |  |  |                         |                         |  |
|  | Comercial              | 64                     |  |  |                         |                         |  |
|  | Montevideo Cricket     | 5                      |  |  |                         |                         |  |
|  | Montevideo Cricket     | 5                      |  |  |                         |                         |  |
|  |                        |                        |  |  |                         |                         |  |